# Крапивна (Рославльский район)
Крапивна — деревня в Смоленской области России,  в Рославльском районе. Расположена в юго-восточной части области  в 52 к северо-востоку от Рославля, у границы с Калужской областью,  на  автодороге А101 Москва — Варшава («Старая Польская» или «Варшавка»).   Население — 290 жителей (2007 год). Административный центр Крапивенского сельского поселения.

## История
В прошлом деревня Жерелевской волости Мосальского уезда Калужской губернии.

## Экономика
Средняя школа, дом культуры, магазины.